# Patrick Zadrazil
Patrick Zadrazil (* 13. Juni 1990) ist ein ehemaliger österreichischer Fußballspieler.

## Karriere
Zadrazil begann seine Karriere beim USC Abersee. 2003 wechselte er in die Jugend des SV Austria Salzburg, der nach der Übernahme von Red Bull 2005 in FC Red Bull Salzburg umbenannt wurde.
Im März 2008 wechselte er zum Regionalligisten SV Grödig. Im April 2008 debütierte er in der Regionalliga, als er am 23. Spieltag der Saison 2007/08 gegen die SPG Axams/Götzens in der Startelf stand. In jenem Spiel, das Grödig mit 3:0 gewann, erzielte Zadrazil zudem den Treffer zum zwischenzeitlichen 2:0. Mit Grödig stieg er zu Saisonende in die zweite Liga auf.
Sein Debüt in der zweithöchsten Spielklasse gab er im Oktober 2008, als er am elften Spieltag der Saison 2008/09 gegen den FC Gratkorn in der Startelf stand und in der 84. Minute durch Wolfgang Griessner ersetzt wurde. Zu Saisonende musste er mit Grödig nach einer Saison wieder in die Regionalliga absteigen.
Nach dem Abstieg wechselte er zur Saison 2009/10 zum USK Anif. Für Anif kam er in seiner ersten Saison zu 28 Regionalligaeinsätzen, in denen er einen Treffer erzielte. In der Saison 2010/11 wurde er 25 Mal eingesetzt, in der darauffolgenden Saison sechs Mal.
Im Sommer 2012 schloss er sich dem TSV Neumarkt an. In der Saison 2012/13 kam er zu 27 Einsätzen in der Regionalliga. Nach einem Jahr bei Neumarkt wechselte Zadrazil 2013 zum Ligakonkurrenten USC Eugendorf.
Zur Saison 2014/15 wechselte er zum viertklassigen FC Bergheim. In jener Saison kam er in 18 Partien in der Salzburger Liga zum Einsatz und erzielte dabei zwei Treffer. Sein letztes Spiel für Bergheim absolvierte er im April 2015 gegen den FC Hallein 04.
Im Jänner 2016 hinterlegte Zadrazil seinen Spielerpass bei seinem Jugendklub Abersee. Zu einem Einsatz für den Verein kam es jedoch nicht.

## Persönliches
Seine Schwester Sarah (* 1993) ist ebenfalls Fußballspielerin.